# Виноградов, Владимир Дмитриевич
Влади́мир Дми́триевич Виногра́дов (1924—2005) — советский и российский учёный, филолог, педагог и организатор педагогики, доктор педагогических наук, профессор. Ректор Уссурийского государственного педагогического института (1964—1968) и Тамбовского государственного педагогического института (1969—1976). Заслуженный деятель науки Российской Федерации (1996).

## Биография
Родился 8 ноября 1924 года в селе Архангельском, Ветлужского района Нижегородской губернии.
С 1941 года в период Великой Отечественной войны, в возрасте шестнадцати лет, В. Д. Виноградов начал свою трудовую деятельность — учителем начальной сельской школы. С августа 1942 года призван в ряды Рабоче-Крестьянской Красной армии и после прохождения краткосрочных курсов в Ярославском военном училище в звании младшего лейтенанта был направлен в действующую армию на фронт. Участник Великой Отечественной войны в составе 164-го гвардейского стрелкового полка 55-й гвардейской стрелковой дивизии, командовал взводом. Воевал на Ленинградском и 2-м Украинском фронтах. С 1945 года был участником Советско-японской войны. За участие в войне был награждён тремя орденами Красной Звезды и Отечественной войны 1-й степени.
С 1946 по 1948 годы проходил обучение в Семёновском учительском институте, одновременно с 1946 по 1951 годы обучался на заочном отделении факультета русского языка и литературы Горьковский государственный педагогический институт. С 1948 по 1951 годы работал учителем русского языка и литературы и директором Устовской семилетней школы. С 1951 по 1956 годы работал ассистентом и старшим преподавателем Семёновского учительского института. С 1956 по 1960 годы — старший преподавателем Борисоглебского государственного педагогического института. С 1960 года работал по контрактам в зарубежных высших учебных заведениях: с 1960 по 1964 годы работал — заведующим кафедрой русского языка и литературы Тиранского университета в Албании и старшим преподавателем Монгольского педагогического института.
С 1964 по 1968 годы работал в должности — ректора Уссурийского государственного педагогического института. С 1969 по 1976 годы — ректор Тамбовского государственного педагогического института. С 1973 по 1976 и с 1981 по 1985 годы по контракту работал в ГДР и Венгрии, был преподавателем в Лейпцигском университете и Сегедском университете.
С 1976 по 2005 годы занимался преподавательской деятельностью в Нижегородском государственном педагогическом университете: с 1976 по 1981 годы был проректором по учебной работе, с 1981 по 1997 годы руководил кафедрой
русского языка, с 1997 по 2005 годы — профессор кафедры культуры русской речи.
6 декабря 1996 года Указом Президента России «За заслуги в научной деятельности» В. Д. Виноградов был удостоен почётного звания — Заслуженный деятель науки Российской Федерации.
Скончался 22 мая 2005 года в городе Нижний Новгород. Похоронен на кладбище «Марьина Роща».

## Награды
Основной источник:
- Орден Отечественной войны I степени (6.04.1985[5])
- Три Ордена Красной Звезды (05.02.1945, 26.03.1944, 5.11.1954)
- Медаль «За боевые заслуги» (15.11.1950)
- Медаль «За взятие Берлина» (09.06.1945)
- Медаль «За взятие Кенигсберга» (09.06.1945)
- Медаль «За победу над Германией в Великой Отечественной войне 1941—1945 гг.» (09.05.1945)

### Звания
- Заслуженный деятель науки Российской Федерации (6.12.1996[3])